# Low-key lighting

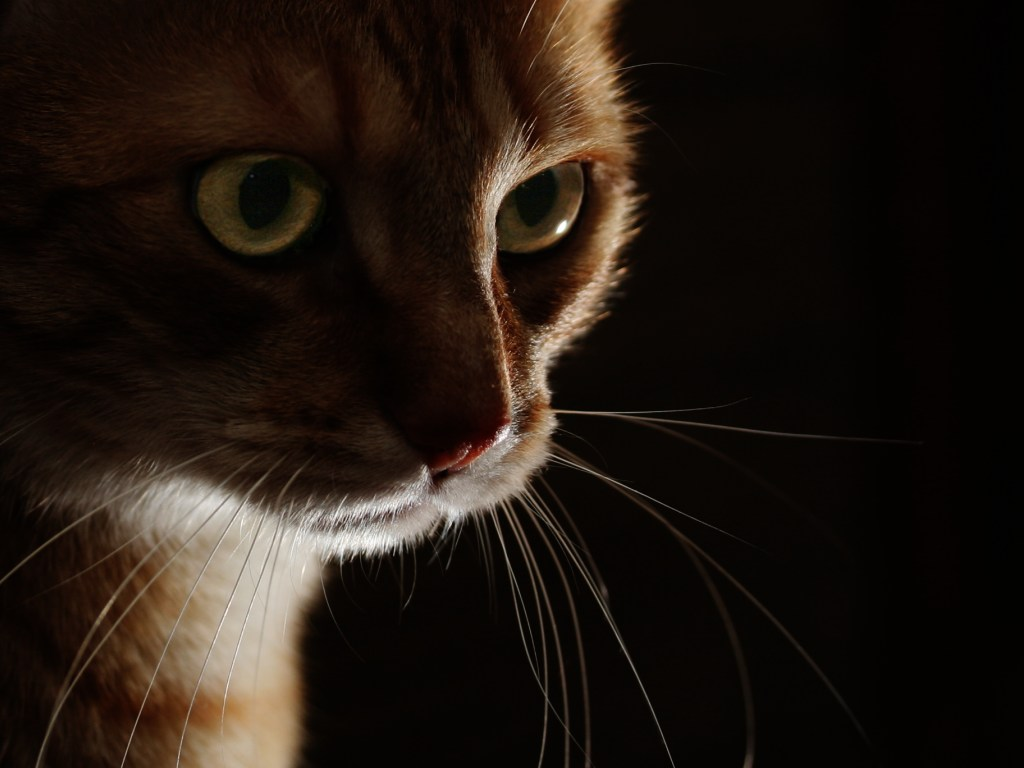
Photographie low-key d'un chat.

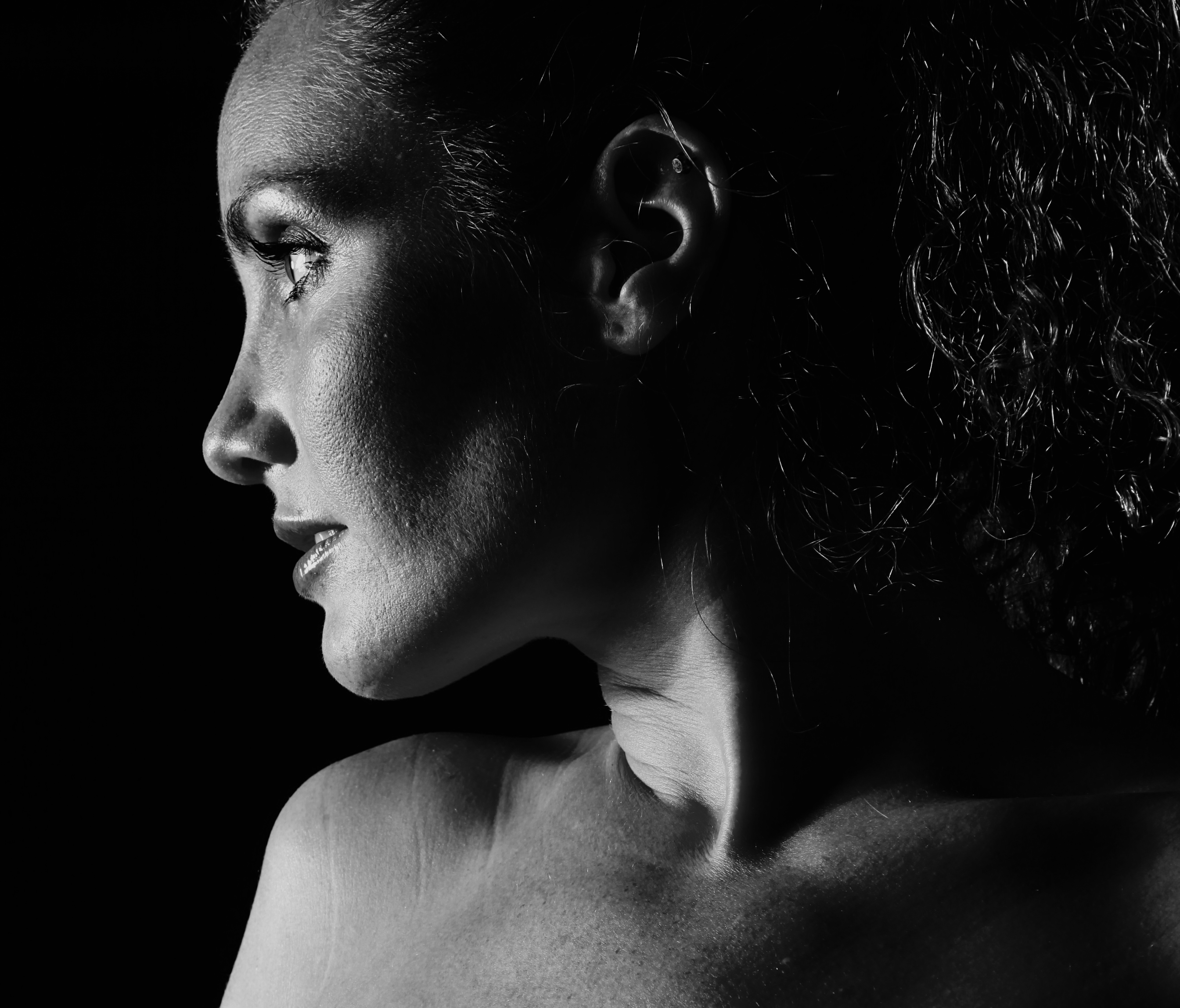
Portrait low-key d'une femme.

Le low-key lighting est un style de prise d'images volontairement sous-exposées. Utilisé en photographie, au cinéma ou à la télévision, le low key intervient dans plusieurs effets tels le clair-obscur.
Contrairement à l'éclairage standard à trois sources lumineuses, la technique du low key ne fait généralement intervenir qu'une seule source (key light (en)).